# Winter World University Games 2025
Die Winter World University Games 2025 wurden vom 13. bis 23. Januar 2025 in Turin ausgetragen.

## Wettkampfstätten
| Wettkampfstätte                           | Ort           | Sportart                                                          |
| ----------------------------------------- | ------------- | ----------------------------------------------------------------- |
| Palavela                                  | Turin         | Shorttrack Eiskunstlauf                                           |
| Palasport Tazzoli                         | Turin         | Curling Eishockey (Finale)                                        |
| Stadio Olimpico del Ghiaccio              | Pinerolo      | Eishockey                                                         |
| Palaghiaccio Olimpico                     | Torre Pellice | Eishockey                                                         |
| Pragelato Plan                            | Pragelato     | Biathlon · Skilanglauf · Para Skilanglauf · Ski-Orientierungslauf |
| Melezet                                   | Bardonecchia  | Ski Alpin Para Ski Alpin Snowboard                                |
| Snowpark Melezet Sellette & Campo Smith 1 | Bardonecchia  | Freestyle-Skiing                                                  |
| Sestriere Colle                           | Sestriere     | Skibergsteigen                                                    |

## Sportarten
Im Vergleich zum den vorherigen Spielen wurden mit Eisschnelllauf, Skispringen und der Nordischen Kombination drei Sportarten aus dem Wettkampfprogramm gestrichen. Neu im Programm waren Skibergsteigen und Ski-Orientierungslauf sowie paralympische Disziplinen im Ski Alpin und Skilanglauf.

### Zeitplan
| Zeitplan              | Zeitplan | Zeitplan | Zeitplan | Zeitplan | Zeitplan | Zeitplan | Zeitplan | Zeitplan | Zeitplan | Zeitplan | Zeitplan | Zeitplan | Zeitplan | Zeitplan           |
| Disziplin             | Sa. 11.  | So. 12.  | Mo. 13.  | Di. 14.  | Mi. 15.  | Do. 16.  | Fr. 17.  | Sa. 18.  | So. 19.  | Mo. 20.  | Di. 21.  | Mi. 22.  | Do. 23.  | Ent- schei- dungen |
| Disziplin             | Januar   | Januar   | Januar   | Januar   | Januar   | Januar   | Januar   | Januar   | Januar   | Januar   | Januar   | Januar   | Januar   | Ent- schei- dungen |
| --------------------- | -------- | -------- | -------- | -------- | -------- | -------- | -------- | -------- | -------- | -------- | -------- | -------- | -------- | ------------------ |
| Eröffnungsfeier       |          |          |          |          |          |          |          |          |          |          |          |          |          |                    |
| Biathlon              |          |          |          | 2        |          | 1        |          | 2        |          | 2        |          | 2        |          | 9                  |
| Curling               |          |          |          | 1        |          |          |          |          |          |          |          |          | 2        | 3                  |
| Eishockey             |          |          |          |          |          |          |          |          |          | 1        |          | 1        |          | 2                  |
| Eiskunstlauf          |          |          |          |          |          |          | 1        | 2        |          |          |          |          |          | 3                  |
| Freestyle-Skiing      |          |          |          | 2        | 2        |          | 2        |          | 2        |          |          | 2        |          | 10                 |
| Para Ski Alpin        |          |          |          |          |          | 6        |          | 6        |          |          |          |          |          | 12                 |
| Para Skilanglauf      |          |          |          |          | 3        |          | 3        |          |          |          |          |          |          | 6                  |
| Shorttrack            |          |          |          |          |          |          |          |          |          |          | 2        | 3        | 4        | 9                  |
| Ski Alpin             |          |          |          |          | 1        | 1        | 2        | 1        | 1        | 1        | 1        | 1        |          | 9                  |
| Skibergsteigen        |          |          |          |          |          | 2        | 1        |          | 2        |          |          |          |          | 5                  |
| Skilanglauf           |          |          |          |          | 2        |          | 2        |          | 1        |          | 2        |          | 2        | 9                  |
| Ski-Orientierungslauf |          |          |          |          |          |          |          |          | 2        |          | 1        |          |          | 3                  |
| Snowboard             |          |          |          | 2        |          |          | 2        |          | 2        |          | 2        | 2        |          | 10                 |
| Abschlussfeier        |          |          |          |          |          |          |          |          |          |          |          |          |          |                    |
| Entscheidungen        |          |          |          | 9        | 9        | 10       | 12       | 11       | 8        | 4        | 8        | 11       | 8        | 90                 |
|                       | Sa. 11.  | So. 12.  | Mo. 13.  | Di. 14.  | Mi. 15.  | Do. 16.  | Fr. 17.  | Sa. 18.  | So. 19.  | Mo. 20.  | Di. 21.  | Mi. 22.  | Do. 23.  | Gesamt             |
| Januar                |          |          |          |          |          |          |          |          |          |          |          |          |          | Gesamt             |

Farblegende

## Medaillenspiegel
| Platz  | Mannschaft         | Gold | Silber | Bronze | Gesamt |
| ------ | ------------------ | ---- | ------ | ------ | ------ |
| 1      | Frankreich         | 18   | 8      | 14     | 40     |
| 2      | Südkorea           | 8    | 6      | 6      | 20     |
| 3      | Finnland           | 8    | 3      | 4      | 15     |
| 4      | Japan              | 7    | 8      | 4      | 19     |
| 5      | Deutschland        | 6    | 9      | 8      | 23     |
| 6      | Polen              | 6    | 3      | 5      | 14     |
| 7      | Spanien            | 4    | 7      | 2      | 13     |
| 8      | Italien            | 4    | 5      | 6      | 15     |
| 9      | Schweiz            | 4    | 5      | 5      | 14     |
| 10     | Ukraine            | 4    | 4      | 4      | 12     |
| 11     | Slowenien          | 4    | 1      | 1      | 6      |
| 12     | Kasachstan         | 3    | 4      | 7      | 14     |
| 13     | Norwegen           | 3    | 1      | –      | 4      |
| 14     | Schweden           | 2    | 7      | –      | 9      |
| 15     | Österreich         | 2    | 2      | 2      | 6      |
| 16     | China              | 1    | 3      | 1      | 5      |
| 17     | Estland            | 1    | 3      | –      | 4      |
| 18     | Kanada             | 1    | 2      | 6      | 9      |
| 19     | Großbritannien     | 1    | 2      | –      | 3      |
| 20     | Tschechien         | 1    | 1      | 3      | 5      |
| 21     | Chile              | 1    | 1      | –      | 2      |
| 22     | Bulgarien          | 1    | –      | 2      | 3      |
| 23     | Vereinigte Staaten | –    | 1      | 1      | 2      |
| 24     | Niederlande        | –    | 1      | –      | 1      |
| 24     | Slowakei           | –    | 1      | –      | 1      |
| 26     | Argentinien        | –    | –      | 1      | 1      |
| 26     | Armenien           | –    | –      | 1      | 1      |
| 26     | Kroatien           | –    | –      | 1      | 1      |
| Gesamt | Gesamt             | 90   | 88     | 84     | 262    |

## Teilnehmer
| Teilnehmer der Winter World University Games 2025 | Teilnehmer der Winter World University Games 2025 | Teilnehmer der Winter World University Games 2025 |
| Europa (930 Athleten aus 32 Nationen) | Europa (930 Athleten aus 32 Nationen) | Europa (930 Athleten aus 32 Nationen) |
| --- | --- | --- |
| - Armenien (9) - Belgien (11) - Bulgarien (9) - Deutschland (53) - Estland (13) - Finnland (35) - Frankreich (74) - Georgien (4) - Großbritannien (49) - Irland (3) - Italien (83) | - Kroatien (6) - Kosovo (2) - Lettland (8) - Liechtenstein (4) - Litauen (4) - Luxemburg (3) - Niederlande (17) - Norwegen (39) - Österreich (24) - Polen (82) - Portugal (2) | - Rumänien (1) - Schweden (62) - Schweiz (37) - Slowakei (65) - Slowenien (18) - Spanien (31) - Tschechien (92) - Türkei (26) - Ukraine (48) - Ungarn (16) |
| Amerika (259 Athleten aus 6 Nationen) | | |
| - Argentinien (4) - Brasilien (4) | - Chile (6) - Kanada (112) | - Mexiko (1) - Vereinigte Staaten (132) |
| Asien (296 Athleten aus 12 Nationen) | | |
| - China, Volksrepublik (46) - Chinesisch Taipeh (22) - Hongkong (9) - Japan (111) - Kasachstan (102)                                                                               | - Libanon (6) - Malaysia (2) - Mongolei (12) - Nepal (1) | - Philippinen (1) - Singapur (2) - Südkorea (79) - Thailand (3)                                                                                            |
| Ozeanien (24 Athleten aus 2 Nationen) | | |
| - Australien (19) | - Neuseeland (5) | |
| (Anzahl der Athleten) | | |